# Saparevo
Saparevo (Bulgaars: Сапарево) is een dorp in de Bulgaarse gemeente Sapareva Banja, oblast Kjoestendil. Het dorp ligt hemelsbreed 49 km ten oosten van Kjoestendil en 43 km ten zuidwesten van Sofia. 

## Bevolking
Op 31 december 2020 telde het dorp Saparevo 1.075 inwoners. Het aantal inwoners vertoont al vele jaren een dalende trend: in 1946 had het dorp nog 2.730 inwoners.
| Bevolkingsontwikkeling tussen 1934 en 2020          |
| --------------------------------------------------- |
|                                                     |
| Bron: Nationaal Statistisch Instituut van Bulgarije |

In het dorp wonen nagenoeg uitsluitend etnische Bulgaren. In de optionele volkstelling van 2011 identificeerden 1.251 van de 1.253 ondervraagden zichzelf als etnische Bulgaren, oftewel 99,8%. 
| Etnische samenstelling van de respondenten (2011) | Etnische samenstelling van de respondenten (2011) | Etnische samenstelling van de respondenten (2011) | Etnische samenstelling van de respondenten (2011) | Etnische samenstelling van de respondenten (2011) |
| ------------------------------------------------- | ------------------------------------------------- | ------------------------------------------------- | ------------------------------------------------- | ------------------------------------------------- |
|                                                   |                                                   |                                                   |                                                   |                                                   |
| Bulgaren                                          | Bulgaren                                          |                                                   | 99,8%                                             | 99,8%                                             |
| Turken                                            | Turken                                            |                                                   | 0,0%                                              | 0,0%                                              |
| Roma                                              | Roma                                              |                                                   | 0,0%                                              | 0,0%                                              |
| Anders/Onbekend                                   | Anders/Onbekend                                   |                                                   | 0,2%                                              | 0,2%                                              |

## Afbeeldingen

Afbeeldingen uit het dorp Saparevo
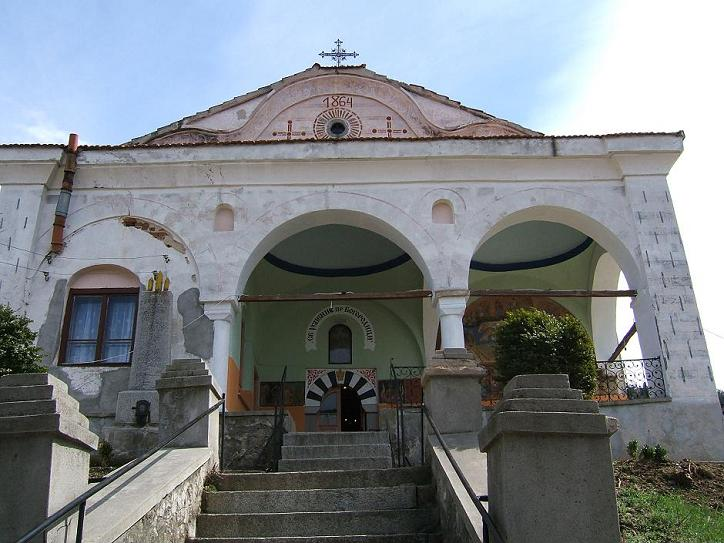
De kerk
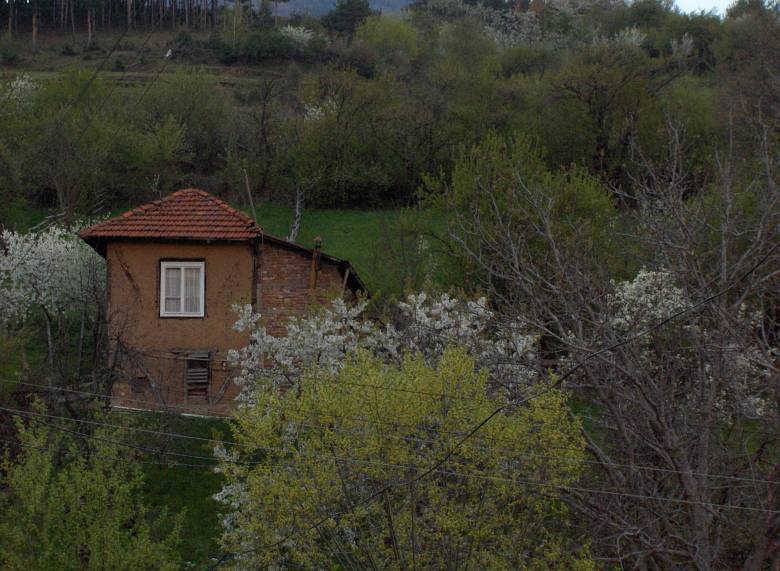
Oud huis
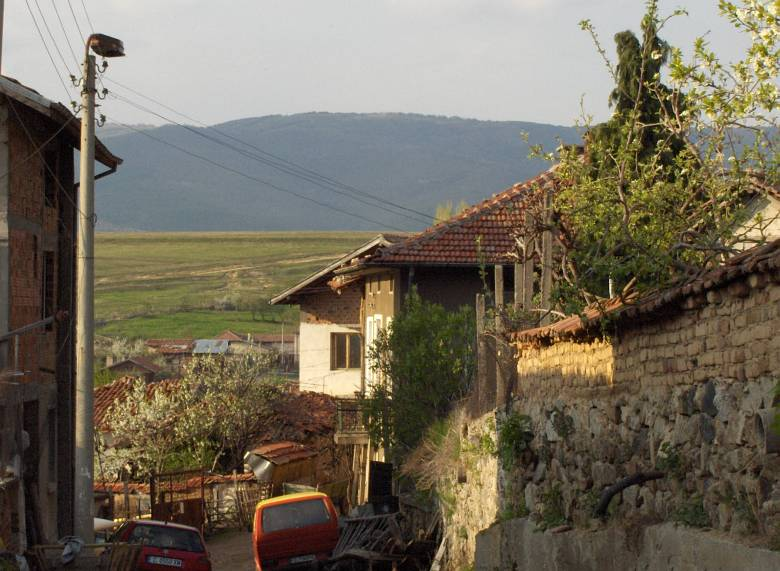
Uitzicht op het dorp